# Sophie Hediger
Sophie Hediger (Horgen, 14 december 1998 – Arosa, 23 december 2024) was een Zwitsers snowboardster. Ze deed mee aan de Olympische Winterspelen 2022 in Beijing waar ze aantrad in de snowboardcross en de gemengde snowboardcross.

## Carrière
Hediger maakte haar debuut in een Europa Cup wedstrijd in Isola 2000 waar ze de 31ste plaats behaalde. Ze trad aan op de Olympische Jeugdwinterspelen 2015 in Schruns waar ze samen met Pascal Bitschnau een bronzen medaille won. Op de Junior Wereldkampioenschappen 2015 in Yabuli behaalde ze de 18e plaats. Het volgende seizoen behaalde ze een bronzen medaille  in de teamcompetitie op de Junior Wereldkampioenschappen 2016 in Rogla en de zilveren medaille in de individuele en teamcompetities op de Jeugd Olympische Winterspelen 2016 in Lillehammer. Vervolgens wist ze op de Junior Wereldkampioenschappen 2017 in Klínovec de 14e plaats te behalen. In het seizoen 2017/18 eindigde ze als zevende in de Europa Cup met twee tweede plaatsen en won ze de bronzen medaille op de Junior Wereldkampioenschappen 2018 in Cardrona. Aan het begin van het seizoen 2018/19 maakte ze haar debuut in de Snowboard World Cup in Cervinia en behaalde de veertiende en elfde plaats. Later in het seizoen behaalde ze haar eerste overwinning in de Europa Cup in Sunny Valley en de derde plaats in het algemeen klassement van de Europa Cup aan het einde van het seizoen.
In het seizoen 2020/21 behaalde Hediger haar eerste top tien-plaatsing in de Wereldbeker met een negende plaats in Bakuriani en de 15e plaats in de Snowboard Cross World Cup. Op het belangrijkste toernooi van het seizoen, de Wereldkampioenschappen Snowboard 2021 in Idre, behaalde ze de 20e plaats. Het jaar daarop werd ze Zwitsers kampioen en behaalde ze de 19e plaats in het individuele evenement op de Olympische Winterspelen in Peking en samen met Kalle Koblet de zevende plaats in de teamcompetitie.

## Overlijden
Op 23 december 2024 kwam Hediger bij een lawineongeluk in Arosa om het leven. Ze was afgeweken van een gesloten piste, waar ze onder een dikke laag sneeuw werd bedolven. Rond 15.30 uur werd ze gevonden en onder de sneeuwmassa vandaan gehaald. Een reanimatie mocht echter niet meer baten.